# Ваду Добриј (Хунедоара)
Ваду Добриј (рум. Vadu Dobrii) насеље је у Румунији у округу Хунедоара у општини Бунила. Oпштина се налази на надморској висини од 1063 m.

## Становништво
Према подацима из 2002. године у насељу је живело 39 становника, од којих су сви румунске националности.